# MechWarrior: Living Legends
MechWarrior: Living Legends è un mod di natura multiplayer per Windows, reso pubblico a partire dal dicembre 2009, dai sostenitori della serie di videogiochi MechWarrior (una community costituitasi nel gruppo Wandering Samurai Studios nel dicembre del 2007) e che impiega il motore grafico CryENGINE 2.
Gli sviluppatori, il 16 gennaio del 2013, hanno annunciato in via ufficiale l'abbandono del progetto.
MechWarrior: Living Legends è uno sparatutto in prima persona con approccio di tipo simulativo e concerne, in prevalenza, il pilotaggio di mech.
Il mod è stato autorizzato, in via ufficiale, da Microsoft, la quale detiene i diritti sullo sfruttamento commerciale del franchise relativo alla serie MechWarrior, a sua volta ispirata al gioco da tavolo BattleTech). Oltre a ciò, ha ricevuto il supporto "pre-SDK" (pacchetto di sviluppo per la tecnologia CryENGINE 2) dalla società Crytek, autrice di Crysis Warhead, videogioco dal quale il mod è stato ricavato.
Nel 2009 è risultato essere il vincitore del Mod of the Year Award (per le categorie ModDB's Player's Choice Mod e Editor's Choice Best Multiplayer Mod), riconoscimento ideato dal portale web Mod DB (specializzato nella trattazione di videogiochi indipendenti, mod, add-on e DLC). Per l'edizione 2010 e per quella del 2011 del medesimo evento, al mod è stata conferita una "Honorable Mention Mod of the Year".

## Trama
L'ambientazione generale è quella di BattleTech, dove l'umanità ha colonizzato una larga porzione di Via Lattea, poi suddivisa in Stati interstellari controllati da dinastie nobiliari guerrafondaie. In conseguenza di ciò, la galassia è divenuta teatro di ostilità interminabili. I mech detti BattleMech, macchine imponenti e avanzate, in genere antropomorfe, condotte da un'élite di piloti chiamati MechWarrior, sono determinanti sui campi di battaglia.
Nel 3050, un pericolo esterno alla Inner Sphere della galassia fa nascere la necessità di un'alleanza fra le Casate: è l'Invasione dei Clan. Antica, poderosa e avanzata forza militare, quella dei Clan, ora è tornata dal suo esilio di secoli, a fine di conquista.
L'ambientazione cronologica del gioco è orientativamente riferita al periodo dell'Invasione dei Clan, dove gli eserciti della Inner Sphere affrontano le forze d'attacco dei Clan.

## Modalità di gioco
(Citazione da MechWarrior: Living Legends.)
MechWarrior: Living Legends è un gioco dal componente multiplayer che si concentra, in primo luogo, sul combattimento a bordo di BattleMech (mech da guerra), ma consente altresì ai giocatori, di pilotare una gamma di veicoli che va dai carri armati, agli hovercraft, i VTOL, i caccia aerospaziali e le armature da battaglia (queste ultime impiegate nelle fasi "appiedate" del pilota).
L'azione multiplayer può essere condotta con la presenza di un massimo di 32 partecipanti per campo di battaglia (16 per fazione), percorrendo mappe dotate di un "ciclo giorno/notte".
Le modalità di gioco incluse sono cinque:
- Team Solaris Arena, ove due squadre si affrontano per guadagnare crediti distruggendo o anche solo danneggiando le unità avversarie. I due team si battono fino allo scadere del tempo stabilito, con la vittoria che viene assegnata alla squadra che accumula più crediti. Questa modalità di gioco, è affine alla modalità Team Deathmatch, propria di molti videogiochi con lato multiplayer della categoria sparatutto;
- Terrain Control, ha per obiettivo iniziale quello di catturare quante più basi neutrali nel tempo dato. La vittoria è legata anche ad un sistema di acquisizione di crediti (le basi conquistate differiscono per valore, in considerazione della loro destinazione d'uso, nonché dell'ubicazione);
- Test of Strength, è una modalità a sole 2 squadre. I giocatori cominciano la partita con una quantità limitata di crediti, ammontare tuttavia sufficiente a consentire l'acquisto della maggior parte di BattleMech e veicoli messi a disposizione. Nel corso della sessione di gioco, non è possibile migliorare le proprie finanze. Ai partecipanti è consentito salire di rango in base alla condotta in battaglia (punteggio dato dal numero di abbattimenti e danni inflitti);
- Solaris Arena, è una modalità in stile Free For All (ovvero, "tutti contro tutti") tipica di molti videogiochi con componente multiplayer. Ha un limite, consigliato, di 16 giocatori per mappa;
- Last Man Standing (un deathmatch Free For All), non contempla il respawn (vi possono partecipare da 2 fino a 16 giocatori). Simile alla modalità Solaris Arena, in Last Man Standing, tuttavia, i giocatori non guadagnano crediti, ma giocano con una quantità predefinita di essi.

## Colonna sonora
La colonna sonora è stata curata dai Plusminus X, band canadese appartenente al genere rock alternativo.
A partire dalla versione 0.5.0 (pubblicata il 27 maggio 2011), la modalità di gioco definita Solaris Arena è corredata dalla voce dell'attore statunitense George Ledoux, il quale era stato precedentemente ingaggiato per i giochi MechWarrior 4: Black Knight e MechWarrior 4: Mercenaries, entrambi pubblicati da Microsoft.

## Sviluppo
MechWarrior: Living Legends muove i primi passi (nel dicembre del 2006, per volontà di quattro fan della serie MechWarrior), come mod di Doom 3 (prodotto videoludico tecnicamento basato sul motore grafico id Tech 4). Successivamente, a causa delle limitazioni tecniche intrinseche al motore di rendering, il team di modder che sviluppava il gioco, un gruppo di utenti provenienti da vari ambienti di sviluppo dei giochi, conosciutisi su Crymod (il portale ufficiale del videogioco Crysis, dedicato alle creazioni dei modder), decise di proseguire il progetto avvalendosi del CryENGINE 2, che equipaggia il titolo Crysis Warhead.
Il 27 dicembre 2009, una "open beta" (sorta di "collaudo" aperto al pubblico, eseguito su di una versione preliminare del gioco) venne resa disponibile tramite protocollo BitTorrent ed altri metodi distributivi.
Con l'uscita della versione beta 0.4.0 del gioco, fu introdotto il supporto a Crysis Wars, lato multiplayer di Crysis Warhead. Dalla versione 0.5.0, MechWarrior: Living Legends supportò, in modo esclusivo, Crysis Wars.
Poiché il progetto si distacca integralmente, per stile e atmosfera, da Crysis Warhead (e quindi da Crysis Wars), MechWarrior: Living Legends risulta essere, a tutti gli effetti, un cosiddetto "total conversion mod".
La versione finale del mod è la beta 0.7.0 pubblicata il 16 gennaio 2013, assieme ad un annuncio ufficiale di termine dei lavori da parte della software house Wandering Samurai Studios e ad un chiarimento per mettere a tacere voci di corridoio che davano concluso prematuramente lo sviluppo a causa di una possibile azione legale intrapresa contro il team stesso degli sviluppatori.

Il 27 gennaio 2013 è stata pubblicata una patch che ha portato il gioco alla versione 0.7.1.
A partire dall'ottobre 2016, un altro team di sviluppo della community, realizzando la versione 0.8.0 (soprannominata Community Edition), continua ufficialmente il progetto.